# Graphisurus
Graphisurus es un género de escarabajos longicornios de la tribu Acanthocinini.

## Especies
- Graphisurus despectus (LeConte in Agassiz, 1850)
- Graphisurus eucharis (Bates, 1885)
- Graphisurus fasciatus (Degeer, 1775)
- Graphisurus triangulifer (Haldeman, 1847)
- Graphisurus vexillaris (Bates, 1872)